# Ferdinand Anton von Krosigk
Ferdinand Anton von Krosigk (* 5. Februar 1743 in Wolfenbüttel; † 7. Juni 1805 in Poplitz), Herr auf Poplitz, Laublingen, Beesedau, Mukrena, Peissen, Leau, Gröna und Großböhla, war ein Landrat und königlich-preußischer Geheimer Kriegsrat.

## Leben

### Herkunft
Ferdinand Anton von Krosigk, der evangelischer Konfession war, stammte aus dem Adelsgeschlecht Krosigk. Er war der einzige erwachsene Sohn von Heinrich von Krosigk (1700–1746) und dessen Ehefrau Charlotte Elisabeth, geborene von Miltitz (* 24. Oktober 1704 in Schenkenberg; † 21. April 1788 in Bernburg).

### Wirken
Krosigk schrieb sich im  Februar 1759 in Halle für das Studium der Rechte ein. Er absolvierte am 6. Januar 1776 das Rigorosum und wurde am 14. Januar des gleichen Jahres Landrat für den Saalkreis. Am 18. Dezember 1788 wurde er Geheimer Kriegsrat. Nachdem Krosigk 1794 aus Altersgründen um seinen Abschied von diesem Amt gebeten hatte, erfolgte im Mai 1795 seine Dimission.
Das Dorf Beesedau hatte er von seinem Vetter Karl Eschwin von Krosigk, auf Beesedau, zu seinem geerbten Besitz hinzugekauft. Der Gesamtwert seiner Besitzungen betrug etwa 100.000 Taler. Ferdinand Anton von Krosigk soll sich um seine Güter und Untertanen sehr gekümmert haben.

### Familie
Krosigk heiratete am 6. Juni 1775 in Sambleben Dorothea Luise von Cramm (* 12. Juni 1753 in Sambleben; † 23. Mai 1824 in Poplitz), eine Enkelin von Marie Antoinette von Krosigk, der ältesten Tochter von Krosigks Großvater Bernhard Friedrich von Krosigk. Aus dieser Ehe gingen hervor:
- Dedo (1776–1857) ⚭ Auguste von Hagen (1786–1840)
- Friederike Anna Charlotte (1776–1847) ⚭ 11. September 1994 Friedrich Lebrecht von Trotha (1770–1833)
- Heinrich Ferdinand (1778–1813) ⚭ Friederike von Schurff
- Ludwig (Louis) Franz (1781–1821)
- Ernst (1782–1872) ⚭ Auguste Gräfin von Alvensleben (1791–1856)
- Friedrich (Fritz) (1784–1871)
- Anton Emil (1790–1868)
- Charlotte
- Antoinette